# StarForce
En informatique, StarForce est une protection contre la copie (de type malware et invasif, illégal pour certaines choses), développée par la société russe Protection Technology. Fonctionnant sous Windows, elle protège les DLL et les EXE via un bytecode particulier, interprété par une machine virtuelle spécifique.

## Stratégie de protection
StarForce permet de protéger indifféremment des CD ou des DVD. Cette protection est connue pour travailler en mesurant l'angle physique séparant le premier et le dernier secteur écrit sur le CD. Cette signature matérielle est la même sur tous les CD pressés par le distributeur, elle est pour le moment très difficile à reproduire lors de la gravure d'une copie.
Le logiciel essaye aussi de détecter un éventuel programme d'émulation d'image CD. S'il détecte la présence d'un tel programme, l'exécutable protégé ne se lance pas. Cependant, certains programmes d'émulation ne sont pas détectés.
StarForce bloque aussi l'utilisation de lecteur optique SCSI quand un lecteur optique IDE est présent au sein du système, car la plupart des émulateurs travaillent en simulant des lecteurs de type SCSI. Par contre un lecteur SCSI fonctionne sans problèmes si aucun lecteur optique IDE n'est présent. Ceci est considéré comme une faiblesse car un système avec un lecteur optique IDE débranché peut lancer une application protégée par StarForce depuis une image CD ou DVD montée via un programme d'émulation.
On dit de StarForce que c'est une protection très difficile à analyser via rétro-ingénierie[réf. nécessaire], mais virtuellement tous les jeux l'utilisant sont connus sur les réseaux warez pour être totalement jouables.

## Les produits StarForce
Les désignations officielles incluent :
- StarForce Frontline 4 : Requiert la saisie d'une clé CD lors de l'installation du logiciel protégé, elle diffère du traditionnel nombre de série utilisé pour les jeux en ligne.
- StarForce Keyless : Considéré comme une option de la version Pro/Basic, ne requiert pas de clé car la licence incluse dans le support est unique et ne permet pas d'être copiée.
- StarForce Pro 3.7 : compatible 64 bits.

## Réputation

### StarForce inviolable?
Comme dit précédemment, StarForce a la réputation d'être extrêmement difficile à pirater ou analyser via rétro-ingénierie. Si la protection est correctement implémentée par les développeurs, le jeu peut parfois tenir au-delà d'une année sans céder au cracker, si bien que très peu de gens finissent par avoir cette protection du fait de sa robustesse décourageante.
On attribue au groupe Reloaded le piratage de la dernière version 3.x livrée avec le jeu d'UbiSoft, Splinter Cell: Chaos Theory. Il aura tout de même fallu attendre 18 mois avant de voir le fameux crack Reloaded circuler sur Internet. Selon un employé de StarForce, les développeurs témoigneraient du respect à ce groupe qui, chaque fois, repousse plus loin les limites de la protection logicielle. Officieusement, il y aurait un esprit de compétition entre la société et ce groupe, les employés étant eux-mêmes, d'anciens spécialistes en rétro-ingénierie.
De son côté StarForce a déjà sorti la version 4 de son logiciel phare.

### StarForce et les éditeurs
De grandes sociétés comme Codemasters, Ubisoft, Namco, Nadeo, Eidos Interactive, JoWood, CDV Software ou encore Digital Jesters ont utilisé les produits StarForce. Certaines d'entre elles ont choisi de ne plus l'utiliser, parfois sous la pression des joueurs (comme ce fut le cas pour le jeu d'Ubisoft : Heroes of Might and Magic V), et se rabattre sur la concurrence comme TAGES ou encore SecuROM.
On[Qui ?] a reproché à StarForce d'installer ses drivers sans prévenir l'utilisateur et d'avoir accès au mode Ring 0. Ce faisant, ils n'étaient pas mis à jour et provoquaient des bugs. On attribue aussi aux drivers le fait de rendre le système instable, de créer des failles de sécurité, de faire redémarrer l'ordinateur sans prévenir, d'endommager les lecteurs CD/DVD, de casser les CD/DVD. La plupart de ces rumeurs n'ont jamais été prouvées, cependant certains problèmes de compatibilité sont connus pour exister.

### Controverse
Le 30 janvier 2006, Cory Doctorow de Boing Boing, un weblog populaire, qualifiait StarForce de malware, basant son argumentation sur le fait que cette protection anti-copie causait des problèmes de compatibilité matériel et une instabilité du système. La société répond en menaçant le blog de poursuites judiciaires,. La controverse se prolonge avec la création d'un site appelant au boycott des jeux utilisant le système, où sont détaillés les problèmes qu'il pose selon ses détracteurs. Le site TweakGuides, dans une enquête sur ces allégations, conclut cependant à l'absence de preuve d'activité nocive de la part de Starforce,

### Dérapage
Le 5 mars 2006, un employé de StarForce a posté un lien qui permettait de télécharger illégalement le jeu Galactic Civilizations II développé par Stardock, qui n'utilisait alors pas de protection particulière. La société a plus tard annoncé être désolée de ce fait. Cet acte n'a jamais été considéré comme isolé par la communauté. 
Pourtant, lorsque des discussions sur le forum de la société Futuremark auraient révélé que le logiciel StarForce utilisait le mode le plus élevé d'exécution au sein du système (ring0), la société éditrice de benchmarks a informé que les déclarations postées ne reflétaient pas le point de vue de la société, et la communauté a considéré ceci comme relevant d'un acte indépendant de Futuremark. Du reste, StarForce n'a jamais caché son utilisation du mode ring0. La question posée est alors : est-ce dangereux pour la stabilité du système ? Mark Russinovitch, de la société Sysinternals, spécialisée en sécurité informatique, aurait déclaré que ça ne posait pas de problèmes d'instabilité.

### Incompatibilité avec Windows 10
Starforce est incompatible avec Windows 10, y rendant de fait les jeux utilisant cette protection totalement injouables légalement.